# Devdasa (film, 1937)
Pour les articles homonymes, voir Devdas (homonymie).
Pour plus de détails, voir Fiche technique et Distribution.
Devdasa est un film indien en tamoul réalisé par P. V. Rao en 1937. Il s'agit de la dernière des trois adaptations cinématographiques de la nouvelle éponyme de Sarat Chandra Chatterjee (1917) produite par le studio New Theatres après les versions bengali et hindie de P.C. Barua sorties sur les écrans en 1935.

## Fiche technique
- Titre : Devdasa, Devadas ou Devadasu (tamoul : தேவதாஸ்)
- Réalisation : P. V. Rao
- Lyrics : Madhurakavi Bhaskara Das
- Société de production : New Theatres
- Pays d’origine :  Raj britannique
- Langue originale : tamoul
- Format : Noir et blanc - 35 mm
- Genre : Film dramatique
- Date de sortie : 
  -  Raj britannique : 11 novembre 1937[1]

## Distribution
- P. V. Rao : Devdasa
- G. B. Rajayee : Paro[2]
- T. S. Krishna Iyengar
- T. M. Ramaswamy Pillai
- Visaloor Subramanya Bhagavathar
- Lakshmana Rao
- S. V. Kalyana Iyyer
- Perumal Sami
- S. N. Vijayalakshmi
- M. A. Rajamani
- K. L. Saigal

## Autour du film
P. V. Rao avait débuté comme acteur au temps du muet. Passé derrière la caméra au tout début du parlant, il est dans les années 1935 un des réalisateurs habituels de la société de production Angel Films située à Salem près de Madras. Mais les infrastructures permettant de tourner des films parlants venaient juste d'être créées à cette époque dans la présidence de Madras, aussi Angel Films utilisait-elle les studios de New Theatres à Calcutta. On peut dès lors comprendre que New Theatres fasse appel à lui pour réaliser la version tamoule de Devdas. Et comme P.C. Barua avant lui, P. V. Rao incarne lui-même le rôle-titre. À l'exception de K. L. Saigal qui n'a probablement qu'un rôle chantant similaire à celui qu'il interprétait dans la version bengalie, la distribution est intégralement composée d'acteurs tamouls.
Le succès ne fut pas au rendez-vous et de surcroît, Devdasa, comme la grande majorité des films indiens en langue tamoule réalisés dans les années 1930, est aujourd'hui perdu.

## Musique
Le directeur musical du film n'est pas crédité. On sait tout au plus que les textes des chansons ont été écrites par le parolier Madhurakavi Bhaskara Das. La liste des chansons n'est pas connue non plus. La seule information disponible est que K. L.Saigal a enregistré deux chansons en tamoul qu'il interprète dans le film. Il s'agit de ses premières incursions dans cette langue où il a été aidé par C. S. Jayaraman, acteur-chanteur puis plus tard directeur musical. Tous n'ont cependant pas été convaincus par sa prononciation qu'ils ont pu trouver amusante et même choquante.
| Titre                              | Interprète   | Durée |
| ---------------------------------- | ------------ | ----- |
| Koodiye Paduvaaye Komala Killiye   | K. L. Saigal | 3:10  |
| Madane Un Kanaiyaa Mahamohamahinen | K. L. Saigal | 3:09  |